# ФК Ханза Росток
{{Фудбалски клуб
| име = Ханза Росток
| слика = F.C. Hansa Rostock Logo.svg
| пуно_име = 
| надимак = -{Hansa, Hanseaten, Kogge,
Hansa-Kogge, Ostseestädter}-
| основан = 28. децембар 1965.
| стадион = Остсестадион, Росток
| капацитет = 29.000
| председник = Роберт Маријен
| менаџер = Андреј Сикора
| лига = Трећа лига
| сезона = 2018/19.
| позиција = 6.
| веб_сајт = https://www.fc-hansa.de/
| pattern_la1   = _portsmouth1819h
| pattern_b1    = _hansa1920h
| pattern_ra1   = _hansa1920h
| pattern_sh1   = 
| pattern_so1   = 
| leftarm1      = 0000FF
| body1         = 0000FF
| rightarm1     = 0000FF
| shorts1       = FFFFFF
| socks1        = 0000FF
| pattern_la2   = _nikevapor1819r
| pattern_b2    = _hansa1920a
| pattern_ra2   = _hansa1920a
| pattern_sh2   = _hansa1920a
| pattern_so2   =_hansa1920a
| leftarm2      = FFFFFF
| body2         = FFFFFF
| rightarm2     = FFFFFF
| shorts2       = 0000FF
| socks2        = FFFFFF
| pattern_la3   = _metz1718T
| pattern_b3    = _sevilla1819t
| pattern_ra3   = _metz1718T
| pattern_sh3   = 
| pattern_so3   =
| leftarm3      = 808080
| body3         = 000000
| rightarm3     = 808080
| shorts3       = 000000
| socks3        = 000000
}}
Ханза Росток немачки је фудбалски клуб из Ростока, основан 28. децембра 1965. године. Један су од најуспешнијих клубова из бивше Источне Немачке. Домаће утакмице игра на Остсестадиону капацитета 29.000 места.
Клуб је од 1995. до 2005. године био у Бундеслиги, али је након лоших резултата 2012. испао у Трећу лигу где се и тренутно такмиче.